# 풋볼 N 토크
풋볼N토크(Football N Talk)는 2009년 12월 3일부터 네이버 스포츠에서 방송하는 축구 토크쇼이다. 국내축구와 해외축구로 장르를 둘로 나눠 방송 중이며, 최근 네이버의 '라디오 축구 데이' 개편정책에 따라 둘 모두 방송시간을 화요일로 바꿔, 해외축구 편이 방송되던 매주 화요일 오후 1시에는 금요일마다 방송되던 국내축구 편이 방송되며 해외축구 편은 국내축구 편 방송 후 3시에 방송된다. 초기에는 '박문성·서형욱의 풋볼N토크', '김동완·박문성·서형욱의 풋볼N토크'나 '풋볼N토크'였으나, 지금은 김동완, 박문성이 '풋볼N토크 해외축구'를, 이주헌, 서호정이 '풋볼N토크 국내축구'를 진행한다. 2010년 남아공 월드컵 기간에는 라디오 풋볼N토크의 형태로 방송을 이어갔고, 2010년 7월 16일에는 '남아공 월드컵 결산 특집'을 방송했다. 2014 브라질 월드컵 기간에는 '월드컵 특집 방송'으로 이주헌, 김동완, 신아영이 번갈아가며 경기가 있는 날마다 오전 11시에 특집 방송을 진행했다.

## 출연진 소개

### 해외축구
- 김동완 - SBS 축구 해설위원
- 박문성 - SBS 축구 해설위원

### 국내축구
- 이주헌 - MBC 스포츠플러스 축구 해설위원
- 서호정 - 축구 기자
- 김환 - JTBC3 FOX Sports 축구 해설위원, 축구 기자
- 류청 - 풋볼리스트 축구 기자

### 이전 MC
- 서형욱 - MBC 축구 해설위원
- 김연균 - 네이버 스포츠 축구 담당
- 정효진 - 프리랜서 MC
- 홍재민 - 포포투 축구 기자
- 송영주 - SPOTV 축구 해설위원
- 박찬우 - MBC 축구 해설위원

## 코너 소개

### 해외축구
- 위키톡

'위클리 키워드 토크'의 준말로 매주 5개의 해외축구 관련 키워드를 정해 그에 대해 다뤄보는 코너이다.
개편에 대한 MC들의 요구가 강해 새로 생겨난 코너라고는 하지만, 전신인 '주간 베스트 5'와 크게 다를 바가 없다.
- 딥토크

위키톡에서 정했던 키워드들 중에서 하나를 선정해 그에 대해 깊이 들어가면서 심층적으로 토크해보는 코너이다.
- 승부의 신 시즌3

시즌1과 시즌2에서는 박문성 혼자 경기들의 스코어를 맞췄지만, 시즌3에서는 박문성과 청취자가 대결을 펼치는 방식으로 진행된다. 방송 초반에 대상경기를 알려주면 청취자들로부터 이메일(sportsradio@naver.com)로 참가신청을 받아 한 명을 선정해 전화로 대결을 펼친다. 참가신청을 할 청취자들은 이메일에 이름과 연락처, 그 주의 대상경기의 승무패, 그리고 간단하게 덧붙일 말을 적어 신청하면 된다.
청취자가 더 많이 맞추면 청취자는 선물을 받고 박문성이 만 원 적립, 박문성이 더 많이 맞추면 청취자 선물 없이 김동완이 만 원 적립, 무승부일 시 청취자도 선물을 받고 박문성도 만 원을 적립하는 방식이다.
이렇게 모인 돈은 네이버 해피빈을 통해 기부를 한다. 2014년에 쌓인 적립금을 모두 기부한 바 있다.
- 풋토퀴즈

지금은 사라진 코너이다. 청취자 둘을 연결해 박문성, 김동완과 짝을 지어 팀을 이룬 후 팀원끼리 스피드퀴즈를 진행해 더 많이 맞춘 청취자에게 상품을 주는 코너로 풋토에서 그동안 가장 인기있던 코너 중 하나였으나, 지난 2014년 4월 22일, 세월호 참사 추모방송에서 코너가 제외된 이후 계속 진행을 하지 않다가 개편을 하면서 승부의 신과 통합된 코너이다.
- 풋토보부상

2017년 1월 3일 방송부터 시작된 코너다. 가상의 현실을 전제로 에이전트, 구단 관계자 등 역할을 지정하여 협상을 체험해 보며 청취자와 함께하는 형식으로 진행된다. 그러나 1회부터 "딱 듣기만 해도 노잼각이다"라는 네티즌의 댓글을 시작으로 청취자 대신 캐스터 이재형이 참여하여 박문성이 "망했다!!!!"를 연발하는 등 때이른 망조를 드러내고 있다.

### 국내축구
- 풋볼N뉴스

서호정과 이주헌이 한 주간의 K리그 뉴스를 1분 만에 빠르게 읽어준다. 그래서 맨 처음 코너의 이름도 '풋토 단신'이었지만 이름만 바뀌었고, 형식은 그대로다.
- 라운드 리뷰

그 주에 있었던 K리그 경기들의 리뷰 시간이다.
- 인터뷰

매 주마다 선수나 감독 1명을 선정해 인터뷰를 갖는 시간이다. 선수에게는 세레모니 공약을 받기도 한다. 실제로 수원의 염기훈이 풋토 인터뷰에서 공약한 '자신의 응원가에 맞춘 지휘자 세레모니'를 2015년 K리그 첫 슈퍼매치에서 이행한 바 있다. 그 후 염기훈은 '염마에'라는 새로운 별명을 얻기도 하였다.
- 서호정의 팩트체크 (Fact Check)

그 주의 K리그나 국내축구 관련 핫이슈에 대해서 심층적으로 분석해보고 토론해보는 코너이다.
- 이주헌의 팬다 퀴즈

요즘은 잘 진행하지 않고 있는 코너이다. 매 달 마지막 주 방송에서 청취자 둘을 연결해 그 둘이 대결을 벌이는 방식이다. '팬다'의 의미는 '팬티까지 다 벗어준다'는 의미로, 그 만큼 쉬운 문제들로 누구나 도전해 선물을 많이 가져갈 수 있는 퀴즈라는 의미를 담고 있다. 연승을 할 때마다 받을 수 있는 선물의 급이 더 높아지지만 연승에 실패할 시에는 받을 수 있던 선물도 다 사라진다. 5연승에 성공하면 코너는 종료되고, 5연승에 성공한 청취자가 그 달의 우승자가 된다. 틀릴 시에는 전화를 바로 끊어버린다.
- 라운드 프리뷰

다음 주에 있을 K리그 경기들에 대한 프리뷰 시간이다.

## 프로그램 소개
2009년 K-리그에 관한 5개의 내용으로 파일럿 방송을 하였다.
- 1기 : 2010 FIFA 남아공 월드컵 특집 프로그램으로 편성되어, 월드컵과 국가대표에 관한 내용 위주로 진행되었다.

| 회      | 방송일           | 부제                               | 출연자                         | 방송시간 |
| ------- | ---------------- | ---------------------------------- | ------------------------------ | -------- |
| 파일럿  | 2009년 1월 22일  | 2009년 K-리그 미리보기             | 박문성, 서형욱                 | 02:04    |
| 제 1회  | 2009년 12월 3일  | 박문성·서형욱의 가상 조추첨        | 김동완, 박문성, 서형욱         | 45:23    |
| 제 2회  | 2009년 12월 10일 | 박문성의 남아공 월드컵 A·B조 분석  | 김연균, 박문성                 | 29:35    |
| 제 3회  | 2009년 12월 17일 | 서형욱의 남아공 월드컵 C·D조 분석  | 김연균, 서형욱                 | 29:08    |
| 제 4회  | 2009년 12월 24일 | 박문성의 남아공 월드컵 E·F조 분석  | 김연균, 박문성                 | 29:40    |
| 제 5회  | 2009년 12월 31일 | 서형욱의 남아공 월드컵 G·H조 분석  | 김연균, 서형욱                 | 29:19    |
| 제 6회  | 2010년 1월 7일   | 박문성·서형욱의 한국 대표팀 분석   | 김동완, 박문성, 서형욱         | 36:42    |
| 제 7회  | 2010년 1월 14일  | 박문성·서형욱이 뽑은 우승 후보     | 김동완, 박문성, 서형욱         | 32:33    |
| 제 8회  | 2010년 1월 21일  | 박문성·서형욱의 월드컵 예상 Part.2 | 김동완, 박문성, 서형욱         | 36:53    |
| 제 9회  | 2010년 1월 28일  | 박문성·서형욱의 이상형 월드컵      | 김동완, 박문성, 서형욱, 김연균 | 38:57    |
| 제 10회 | 2010년 1월 30일  | '파주를 가다 1' 상암에 들르다      | 김동완, 박문성, 서형욱, 김연균 | 33:49    |
| 제 11회 | 2010년 2월 4일   | '파주를 가다 2' NFC에서 임진각까지 | 김동완, 박문성, 서형욱, 김연균 | 33:17    |
| 제 12회 | 2010년 2월 11일  | 월드컵 박서토크 시즌1을 마감하며   | 김동완, 박문성, 서형욱         | 36:30    |
| 제 13회 | 2010년 2월 25일  | 코트디부아르 평가전 프리뷰         | 김동완, 박문성, 김연균         | 45:16    |

- 2기 : 1기에서 예상 외의 호응을 얻자, 월드컵 이외에 K리그, 해외축구 등에 대한 내용까지 다루고 있다. 김동완 원톱 MC체제에서 정효진까지 가세하며 변화를 주었으나, 중반 이후에는 김동완이 단독으로 진행하고 있다.

| 회      | 방송일          | 부제                                  | 출연자                                 | 방송시간 |
| ------- | --------------- | ------------------------------------- | -------------------------------------- | -------- |
| 제 1회  | 2010년 3월 4일  | Road To 남아공 월드컵                 | 김동완, 박문성                         | 37:17    |
| 제 2회  | 2010년 3월 11일 | 그리스, 나이지리아 집중분석           | 김동완, 정효진, 박문성, 서형욱         | 39:16    |
| 제 3회  | 2010년 3월 18일 | 아르헨티나 집중분석                   | 김동완, 정효진, 박문성, 서형욱         | 41:18    |
| 제 4회  | 2010년 3월 25일 | 이동국, 박서토크와 만나다             | 김동완, 박문성, 서형욱, 이동국         | 43:31    |
| 제 5회  | 2010년 4월 1일  | 유럽챔피언스리그 8강 분석 및 4강 예상 | 김동완, 박문성, 서형욱                 | 46:06    |
| 제 6회  | 2010년 4월 8일  | 파워블로거와 함께 한 최고 VS 최고     | 김동완, 박문성, 서형욱, 홍승범         | 52:12    |
| 제 7회  | 2010년 4월 15일 | AFC 챔피언스리그를 아시나요?          | 김동완, 박문성                         | 41:52    |
| 제 8회  | 2010년 4월 22일 | K리그의 레전드들을 만나다             | 김동완, 박문성, 서형욱, 이상윤, 박건하 | 39:00    |
| 제 9회  | 2010년 4월 29일 | 시청자와 함께하는 김동완쇼            | 김동완, 박문성, 서형욱, 김연균, 홍승범 | 43:07    |
| 제 10회 | 2010년 5월 6일  | 박서토크의 월드컵 최종엔트리          | 김동완, 박문성, 서형욱                 | 35:51    |

- 라디오 풋볼N토크 : 2010년 FIFA 남아공월드컵 기간 중에 경기가 열리는 날에는 김동완과 김연균의 진행으로 라디오를 통해서 방송을 했다.

| 방송일          | 부제                                  | 방송시간 | 특별출연  |
| --------------- | ------------------------------------- | -------- | --------- |
| 2010년 6월 11일 | 32강 조별리그 A조 1차전 (2경기)       | 74:56    |           |
| 2010년 6월 12일 | 32강 조별리그 B조/C조 1차전 (3경기)   | 77:34    |           |
| 2010년 6월 13일 | 32강 조별리그 C조/D조 1차전 (3경기)   | 83:23    |           |
| 2010년 6월 14일 | 32강 조별리그 E조/F조 1차전 (3경기)   | 70:53    |           |
| 2010년 6월 15일 | 32강 조별리그 F조/G조 1차전 (3경기)   | 65:09    |           |
| 2010년 6월 16일 | 32강 조별리그 H조/A조 1·2차전 (3경기) | 70:18    |           |
| 2010년 6월 17일 | 32강 조별리그 A조/B조 2차전 (3경기)   | 71:25    |           |
| 2010년 6월 18일 | 32강 조별리그 C조/D조 2차전 (3경기)   | 77:33    |           |
| 2010년 6월 19일 | 32강 조별리그 D조/E조 2차전 (3경기)   | 64:39    |           |
| 2010년 6월 20일 | 32강 조별리그 F조/G조 2차전 (3경기)   | 74:21    | 서형욱    |
| 2010년 6월 21일 | 32강 조별리그 G조/H조 2차전 (3경기)   | 72:07    |           |
| 2010년 6월 22일 | 32강 조별리그 A조/B조 3차전 (4경기)   | 82:09    |           |
| 2010년 6월 23일 | 32강 조별리그 C조/D조 3차전 (4경기)   | 73:31    | 박문성    |
| 2010년 6월 24일 | 32강 조별리그 E조/F조 3차전 (4경기)   | 71:45    | 차유주    |
| 2010년 6월 25일 | 32강 조별리그 G조/H조 3차전 (4경기)   | 73:22    | 김정남 PD |
| 2010년 6월 26일 | 16강 토너먼트 1·2경기 (2경기)         | 60:00    |           |
| 2010년 6월 27일 | 16강 토너먼트 3·4경기 (2경기)         | 71:02    |           |
| 2010년 6월 28일 | 16강 토너먼트 5·6경기 (2경기)         | 77:24    |           |
| 2010년 7월 2일  | 8강 토너먼트 1·2경기 (2경기)          | 65:01    |           |
| 2010년 7월 3일  | 8강 토너먼트 3·4경기 (2경기)          | 65:36    |           |
| 2010년 7월 6일  | 4강 우루과이 - 네덜란드 (1경기)       | 64:51    |           |
| 2010년 7월 7일  | 4강 독일 - 스페인 (1경기)             | 60:27    |           |
| 2010년 7월 10일 | 3·4위전 우루과이 - 독일 (1경기)       | 76:34    |           |
| 2010년 7월 11일 | 결승 네덜란드 - 스페인 (1경기)        | 68:41    |           |

- 월드컵 결산 특집

| 방송일          | 부제                    | 출연자                 | 방송시간 |
| --------------- | ----------------------- | ---------------------- | -------- |
| 2010년 7월 16일 | 풋볼N토크 월드컵 총결산 | 김동완, 서형욱, 이상윤 | 45:53    |

- 3기 : 현재 방송 중이다.
- 브라질 월드컵 특집 방송 : 브라질 월드컵 기간 특집으로 방송되었다.

## 제작진
- 연출 - 김정남
- 조연출 - 김차돌
- 구성 - 김정남
- 편집 - 김차돌, 염보라, 백덕선, 이동열
- 미술 - 염보라, 엄현정, 이상열
- 카메라 - 김정남, 김차돌, 백덕선, 염보라, 이동열, 강은성, 한태명
- 제작 - 네이버